# Солитюд
Солитю́д (нем. Schloss Solitude, с фр. — «одиночество») — барочная вилла Вюртембергского дома в Штутгарте, Баден-Вюртемберг.
Построена в 1764—1769 годах мастером французского рококо Филиппом де ла Гепьером (англ.) по заказу вюртембергского герцога Карла Евгения. В 1773—1775 годы во дворце размещалась Высшая школа Карла — военное учебное заведение, где воспитывался юный Фридрих Шиллер. В 1972—1983 годах основательно отреставрирована.
Сегодня в здании располагаются Академия замка Солитюд и швабская вилла Массимо, открытая для художественных стипендиатов со всего света, которым предоставляются жилые помещения, производственные помещения и выставочные залы.